# Šarbanovac (gmina Knjaževac)
Šarbanovac (cyr. Шарбановац) – wieś w Serbii, w okręgu zajeczarskim, w gminie Knjaževac. W 2011 roku liczyła 13 mieszkańców.